# Патент АВ (роман)
«Патент АВ» — фантастический роман Лазаря Лагина, написанный в 1947—1949 гг.

## Сюжет
Роман (как и многие другие произведения автора — «Атавия Проксима», «Остров разочарования» и т. д.) имеет ярко выраженную антикапиталистическую и антимилитаристскую направленность.
Действие происходит в выдуманной стране Аржантайе (видимо, название происходит от слова «Аргентина», или, что вероятнее, от французского слова argent — буквально «серебро», в современном разговорном языке «деньги»), очень напоминающей США.
Молодой ученый-биолог и доктор медицины Стивен Попф открывает новый препарат (названный им «эликсиром Береники» в честь своей жены), позволяющий форсировать рост живых организмов. Попф надеется, что его открытие позволит удешевить производство мясных, молочных и прочих продуктов, сделать их доступными каждой семье в достаточном количестве.
Об удивительном изобретении становится известно крупнейшему капиталисту страны — господину Примо Падреле. Его привлекает идея использовать препарат для полного контроля над рынком. Сначала он пытается купить у Попфа права на эликсир, но тот отказывается. В результате темных махинаций Падреле удается завладеть эликсиром, попутно упрятав Попфа в тюрьму по ложному обвинению в убийстве. Общественность (в первую очередь коммунисты) требует отмены смертного приговора доктору Попфу, поскольку его невиновность очевидна. Подкупленные чиновники и судьи просто не желают замечать очевидные факты и пересматривать дело.
Тем временем сателлит Падреле Альфред Вандерхунт предлагает ему принципиально новое использование «эликсира Береники» — не на животных, а на людях, с целью выращивать из малолетних сирот нерассуждающих солдат и полицейских. Падреле соглашается, и Вандерхунт патентует эликсир под названием «патент АВ» (по своим инициалам).
Под влиянием общественного мнения и всеобщей забастовки (организованной профсоюзом и коммунистическими активистами) доктора Попфа оправдывают, но его лаборатория разгромлена, а права на своё изобретение он потерял.